# ماكس كانتر
ماكس كانتر (بالألمانية: Max Kanter)‏ هو دراج ألماني، ولد في 22 أكتوبر 1997 في كوتبوس في ألمانيا.

## وصلات خارجية
- ماكس كانتر على موقع الاتحاد الدولي للدراجات (الإنجليزية)
- ماكس كانتر على موقع أرشيف الدراجات (الإنجليزية)
- ماكس كانتر على موقع إحصائيات الدراجات الإحترافية (الإنجليزية)
- ماكس كانتر على موقع نسبة الدراجات (الإنجليزية)